# Tournoi d'Amsterdam
Cet article concerne le tournoi de football. Pour les tournois d'échecs, voir Tournoi d'échecs d'Amsterdam.
Le Tournoi d'Amsterdam est un tournoi de football annuel de pré-saison accueilli par l'Ajax Amsterdam. Il succède au Amsterdam 700 Tournament créé en 1975 pour fêter les 700 ans de la ville d'Amsterdam. Il fut ensuite annulé en 1992 jusqu'en 1999 où il prit sa forme actuelle.
Le tournoi se dispute entre quatre équipes dont l'Ajax, l'hôte permanent. Depuis le début du tournoi, RSC Anderlecht, Arsenal FC, Boca Juniors, le FC Barcelone, Galatasaray SK, Manchester United, Liverpool FC, l'Inter Milan, la Lazio Rome, le FC Porto, Santos et le Valence CF ont déjà participé à la compétition amicale.
La compétition se déroule en quatre matchs tous joués dans le stade de l'Ajax, l'Amsterdam ArenA sur trois jours en juillet ou en août. Les deux derniers matchs ayant lieu deux jours après les premiers.

## Format
De 1975 à 1985, le tournoi se déroule sous forme de demi-finales. En cas d'égalité, à l'issue d'un match une séance de tirs au but a lieu. Les vainqueurs se disputant le tournoi et les vaincus s'affrontant pour la troisième place. De 1986 à 1992, le tournoi se déroule sous forme de championnat où chaque équipe en affronte deux des trois autres, le comptage de points se faisant sur la base de l'époque (2 points la victoire, 1 point le nul, 0 point la défaite)
A la reprise du tournoi en 1999, le Tournoi d'Amsterdam utilise un système de points particulier. En effet, en général un match de football remporté rapporte 3 points, un nul, 1 point et une défaite, aucun point. Mais ici les équipes remportent un point supplémentaire pour chaque but marqué. Ce système a été mis en place pour inciter les participants à marquer le plus de buts possible.

## Palmarès

### Tournoi Amsterdam 700 (1975 à 1992)
| Année | 1er                 | 2e                   | 3e                  | 4e                |
| ----- | ------------------- | -------------------- | ------------------- | ----------------- |
| 1975  | Molenbeek           | Ajax Amsterdam       | Feyenoord Rotterdam | FC Barcelone      |
| 1976  | Anderlecht          | Ajax Amsterdam       | Borussia M'gladbach | Leeds United      |
| 1977  | AZ Alkmaar          | Ajax Amsterdam       | Liverpool           | Barcelone         |
| 1978  | Ajax Amsterdam      | Anderlecht           | AZ Alkmaar          | Fluminense        |
| 1979  | AZ Alkmaar          | Ajax Amsterdam       | Arsenal             | Hambourg SV       |
| 1980  | Ajax Amsterdam      | AZ Alkmaar           | Bayern Munich       | Nottingham Forest |
| 1981  | Ipswich Town        | Standard Liège       | Ajax Amsterdam      | AZ Alkmaar        |
| 1982  | AZ Alkmaar          | Ajax Amsterdam       | Cologne             | Tottenham Hotspur |
| 1983  | Feyenoord Rotterdam | AS Roma              | Ajax Amsterdam      | Manchester United |
| 1984  | Atlético Mineiro    | Ajax Amsterdam       | Feyenoord Rotterdam | Roumanie          |
| 1985  | Ajax Amsterdam      | Atlético Mineiro     | Athletic Bilbao     | Hellas Verone     |
| 1986  | Dynamo Kiev         | Ajax Amsterdam       | Manchester United   | Botafogo          |
| 1987  | Ajax Amsterdam      | Torino Football Club | Dynamo Kiev         | FC Porto          |
| 1988  | UC Sampdoria        | Flamengo             | Ajax Amsterdam      | Benfica           |
| 1989  | FC Malines          | Ajax Amsterdam       | Sporting CP         | Dynamo Kiev       |
| 1990  | Club Bruges KV      | Ajax Amsterdam       | PSV Eindhoven       | FC Malines        |
| 1991  | Ajax Amsterdam      | PSV Eindhoven        | Fluminense          | UC Sampdoria      |
| 1992  | Ajax Amsterdam      | AS Roma              | PSV Eindhoven       | Borussia Dortmund |

### Tournoi LG Amsterdam (1999 à 2009)
| Année | 1er               | 2e                 | 3e                | 4e                 |
| ----- | ----------------- | ------------------ | ----------------- | ------------------ |
| 1999  | Lazio             | Santos             | Ajax Amsterdam    | Atlético de Madrid |
| 2000  | Barcelone         | Ajax Amsterdam     | Lazio             | Arsenal            |
| 2001  | Ajax Amsterdam    | AC Milan Valence   |                   | Liverpool          |
| 2002  | Ajax Amsterdam    | FC Barcelone       | Manchester United | Parme AC           |
| 2003  | Ajax Amsterdam    | Inter Milan        | Galatasaray       | Liverpool          |
| 2004  | Ajax Amsterdam    | River Plate        | Panathinaïkos     | Arsenal            |
| 2005  | Arsenal           | FC Porto           | Boca Juniors      | Ajax Amsterdam     |
| 2006  | Manchester United | Inter Milan        | FC Porto          | Ajax Amsterdam     |
| 2007  | Arsenal           | Atlético de Madrid | Ajax Amsterdam    | Lazio              |
| 2008  | Arsenal           | FC Séville         | Inter Milan       | Ajax Amsterdam     |
| 2009  | SL Benfica        | Ajax Amsterdam     | Sunderland        | Atlético de Madrid |